# میلوراد دراگیچویچ
میلوراد دراگیچویچ (انگلیسی: Milorad Dragićević؛ ۶ اکتبر ۱۹۰۴ – ۷ دسامبر ۱۹۷۵) بازیکن فوتبال اهل یوگسلاوی بود.
از باشگاه‌هایی که در آن بازی کرده‌است می‌توان به باشگاه فوتبال بئوگراد اشاره کرد.